# Balotra
Balotra è una suddivisione dell'India, classificata come municipality, di 61.724 abitanti, situata nel distretto di Barmer, nello stato federato del Rajasthan. In base al numero di abitanti la città rientra nella classe II (da 50.000 a 99.999 persone).

## Geografia fisica
La città è situata a 25° 49' 60 N e 72° 13' 60 E e ha un'altitudine di 105 m s.l.m..

## Società

### Evoluzione demografica
Al censimento del 2001 la popolazione di Balotra assommava a 61.724 persone, delle quali 33.092 maschi e 28.632 femmine. I bambini di età inferiore o uguale ai sei anni assommavano a 10.672, dei quali 5.592 maschi e 5.080 femmine. Infine, coloro che erano in grado di saper almeno leggere e scrivere erano 38.396, dei quali 24.312 maschi e 14.084 femmine.